# 布盧默鎮區 (密歇根州)
布盧默鎮區（英語：Bloomer Township）是位於美國密歇根州蒙卡爾姆縣的一個行政鎮區。

## 地方資料
布盧默鎮區的面積為90.40平方千米，當中陸地面積為90.10平方千米，而水域面積為0.30平方千米。根據2020年美國人口普查的數據，當地共有人口2135人，而人口密度為每平方千米23.6人。